# József Háda
József Háda (ur. 2 marca 1911 w Budapeszcie, zm. 11 stycznia 1994 w Budapeszcie) – węgierski piłkarz, bramkarz. Srebrny medalista MŚ 38. Długoletni zawodnik Ferencvárosi TC.
Grał wyłącznie w barwach Ferencvárosu. Piłkarzem tego klubu został w 1930 i szybko stał się ważną częścią zespołu. Trzykrotnie zdobywał tytuł mistrza Węgier (1932, 1934, 1938). W 1937 triumfował w Pucharze Mitropa. Karierę zakończył w 1939. W reprezentacji Węgier zagrał 16 razy. Debiutował 8 maja 1932 w meczu z Włochami. Podczas MŚ 38 wystąpił w jednym spotkaniu, z Indiami Holenderskimi (dzisiejsza Indonezja), był to jego ostatni mecz w reprezentacji. Znajdował się w kadrze na MŚ 34.